# Allen (Maryland)
 (juillet 2025).
Pour les articles homonymes, voir Allen.
Allen est une census-designated place située dans le comté de Wicomico, dans l’État du Maryland, aux États-Unis. Lors du recensement de 2020, elle comptait 199 habitants.